# Lukas Windfeder
Lukas Windfeder, född den 11 maj 1995, är en tysk landhockeyspelare.

## Karriär
Lukas Windfeder ingick i det tyska landhockeylaget som tog silver vid OS 2024.